# Річки Корсики
Перелік річок острова Корсика (Франція). Майже всі річки острова вважаються прибережними, оскільки несуть свої води до морів (за винятком кількох менших річок, які є притоками більших річок)

## Перелік річок
Поданий список річок подається в алфавітному порядку:
- Абатеско (Abatesco) → 24,9 км
- Акуа Тіньєзе (Acqua Tignese) → 8,7 км
- Алезані (Alesani) → 24,6 км
- Альбіно (Albino) → 7,7 км
- Алізо (Aliso) → 20,6 км
- Альто (Alto) → 30,9 км
- Бараччі (Baracci) → 16,5 км
- Бевінко (Bevinco) → 28,1 км
- Бравона (Bravona) → 37,1 км
- Буккатоджо (Buccatoggio) → 9,9 км
- Буджі (Buggiu) → 10,1 км
- Канелла (Canella) → 16,4 км
- Каво (Cavo) → 21,9 км
- Фанджо (Fango) → 22,6 км
- Фіджарелла (Figarella) → 24 км

- Ронка (Ronca) → 9,4 км
- Кампу Лонгу (Campu Longu) → 10 км

- Франколу (Francolu) → 11,2 км
- Голо (Golo) → 89,6 км

- Аско (Asco) → 34,1 км

- Тартагіне (Tartagine) → 30,2 км

- Касалуна (Casaluna) → 25,3 км
- Ерко (Erco) → 11,2 км

- Лямоне (Liamone) → 40,9 км

- Гуаньо (Guagno) → 18,6 км
- Круцціні (Cruzzini) → 27,7 км

- Ліщя (Liscia) → 12,9 км
- Ліщу (Liscu) → 10,7 км
- Лурі (Luri) → 11 км
- Орбу (Orbu) → 45,8 км (має іншу назву - Фьюморбу)

- Зальтаруччьо (Saltaruccio) → 15 км
- Вараньйо (Varagno) → 16,8 км

- Ортоло (Ortolo) → 31,9 км
- Озо (Oso) → 23,4 км
- Остріконі (Ostriconi) → 23,2 км
- Поджьоло (Poggiolo) → 6,9 км
- Порто (Porto) → 23,6 км
- Прунеллі (Prunelli) → 44,3 км

- Езе (Ese) → 21,1 км
- Моргоне (Morgone) → 11 км
- Гравона (Gravona) → 46,5 км

- Реджіно (Regino) → 21,8 км
- Ріццанезе (Rizzanese) → 44,1 км

- Чувоне (Chiuvone) → 24,4 км
- Ф'юмічіколі (Fiumicicoli) → 24,1 км
- Сен-Антуан (Saint-Antoine) → 19,2 км
- Коді (Codi) → 17,6 км

- Сагоне (Sagone) → 23,2 км
- Санту (Santu) → 9,9 км
- Секку (Seccu) → 15,8 км
- Соленцара (Solenzara) → 22 км

- Пуркараччя (Purcaraccia) → 5,6 км

- Стабяччю (Stabiacciu) → 18,8 км

- Бала (Bala) → 13,3 км
- П'єтрозо (Petroso) → 11,3 км

- Тараво (Taravo) → 65,6 км

- Моліна (Molina) → 10,9 км
- Ф'юмічеллу (Fiumicellu) → 20,1 км
- Маркуджьо (Marcuggio) → 13,6 км
- Імпеннато (Impennato) → 12,5 км

- Тавіняно (Tavignano) → 89 км

- Корсільєзе (Corsiglièse) → 24,3 км
- Рестоніца (Restonica) → 18,1 км
- Таньоне (Tagnone) → 35,3 км
- Веккіо (Vecchio) → 24,1 км

- Траво (Travo) → 32,5 км

- Руволі (Ruvoli) → 12,7 км

- У Гауду Гранде (U Guadu Grande) → 9,4 км
- Вентіленьє (Ventilegne) → 9,3 км

1. 1 2  Camară, Gabriel (21 червня 2024). Housing in the Margins. Negotiating Urban Formalities in Berlin’s Allotment Gardens             Housing in the Margins. Negotiating Urban Formalities in Berlin’s Allotment Gardens             , Hanna Hilbrandt, Hoboken, Wiley, 2021, ix+175 pp., ISBN 9781119540915 (hardback), €22.60 (paperback), ISBN 9781119540939 (paperback), ISBN 9781119540960 (pdf), ISBN 9781119540908 (epub), €20.99 (e-book), ISBN 9781119540946 (ebook). Housing, Theory and Society. с. 1—3. doi:10.1080/14036096.2024.2370683. ISSN 1403-6096. Процитовано 10 липня 2024.